# Jean-Charles Corbet
Jean-Charles Corbet est un chef d'entreprise et aviateur français.

## Biographie
Diplômé de l'École nationale de l'aviation civile (ÉNAC) de Toulouse, dans la filière pilote de ligne (EPL 74), il commence sa carrière de pilote de transport public au Gabon, en attendant de pouvoir intégrer la compagnie Air France.
Pilote de ligne à Air France, il exerce successivement les fonctions d'officier pilote de ligne sur Boeing 737 et 747, puis commandant de bord sur Airbus A320 avant d'être qualifié sur Airbus A340.
À la tête de la section du Syndicat national des pilotes de ligne chez Air France, il est à l'origine d'une grève de dix jours dans cette compagnie, juste avant la coupe du monde de football de 1998.
En 2001, il dirige un temps la compagnie Air Lib, entreprise antérieurement née de la fusion d'AOM avec Air Liberté.
Amateur de rugby à XV, Jean-Charles Corbet est également un motocycliste accompli.

## Reprise d'AOM-Air Liberté
Le 27 juillet 2001, Jean-Charles Corbet, au travers de la société Holco (HOLding COrbet), propose de reprendre les actifs du groupe AOM-Air Liberté, alors sous contrôle judiciaire, pour un euro symbolique,. Bien que ne disposant d'aucune surface financière, ni d'expérience comme dirigeant d'entreprise, son offre, considérée comme la plus complète et la plus aboutie des 17 offres de reprise concurrentes, est retenue par le Tribunal de Commerce de Créteil. Holco s'engage à maintenir 2 900 emplois sur les 3 200 au moment de la reprise.
Condition essentielle de l'offre de reprise de HOLCO, le plan de reprise est assorti d'un engagement de la compagnie Swissair, précédemment actionnaire d'AOM, de verser 1,250 milliard de FRF au repreneur dans le cadre d'un protocole homologué par le Tribunal de Commerce.
Jean-Charles Corbet entame alors le redressement du groupe aérien repris qui passera de 80 millions d'Euros de pertes mensuelles en juillet 2001 à l'équilibre d'exploitation en août 2002;.
Les attentats du 11 septembre aux États-Unis conduiront à la faillite de Swissair et une partie seulement de l'argent promis sera versée (1,05 milliard CHF sur 1,3 milliard CHF). le 22 septembre 2001, la société prend le nom d'Air Lib. Les conséquences pour Air Lib de cette défaillance de Swissair amèneront l'État à accorder un prêt de 30.5 millions d'euros, en décembre 2001, à la compagnie Air Lib grâce à l'ancien ministre communiste des transports, Jean-Claude Gayssot.
Le changement de gouvernement en 2002 conduit, sur avis du nouveau secrétaire d'État aux transports, Dominique Bussereau, au non-renouvellement du prêt accordé, à l'exigence de son remboursement immédiat et au non-renouvellement de la licence d'exploitation de la compagnie aérienne le 6 février 2003.
La faillite le 17 février 2003 d'Air Lib, entraîne la mise au chômage des 3 200 salariés de l'entreprise.
Plusieurs opérations ont fait peser un doute entre mauvaise gestion et volonté d'enrichissement personnel, ce qui donnera lieu à une commission d'enquête parlementaire. La justice ne démontrera aucun enrichissement personnel du PDG d'Air Lib mais le condamnera pour abus de confiance à une peine aménageable de prison ferme que le Juge d'application des peines (JAP) transformera en "placement extérieur sans contrôle de l'autorité judiciaire.
Parmi ces opérations, on peut citer 
- il signe un contrat avec une banque canadienne, la CIBC, pour qu'elle l'assiste dans son projet de reprise (cette banque a conseillé Corbet, alors à la tête du SNPL AF, trois ans plus tôt lors de la prise de participation des pilotes dans le capital d'Air France). Au titre de ce contrat, il verse 8.334.140 d'Euros à la banque (la justice le relaxera pour ce chef de poursuite).
- il crée deux filiales aux Pays-Bas (Mermoz, filiale de détention des avions du groupe) et au Luxembourg (Holco Lux, filiale de prise de participation pour la formation des navigants), qu'il dote respectivement en capital de 10 millions d'euros pour la première et 5 million d'euros pour la seconde (la justice le relaxera totalement pour ces chefs d'accusation).
- afin de recouvrer le différentiel des sommes dues par Swissair, il crée une fiducie luxembourgeoise, Pegler and Blach, chargée de poursuivre la compagnie Suisse. Il provisionne 9,14 millions d'euros au titre du contrat de fiducie et parviendra ainsi à récupérer 20 millions d'Euros lui permettant de rembourser partiellement l'Etat  pour le prêt des 30.5 millions d'€ accordé à Air Lib. .

S'ensuit une commission parlementaire chargée d'interroger Jean-Charles Corbet sur l'emploi des fonds publics octroyés à la compagnie. Cette commission a interrogé Jean-Charles Corbet sur les fonds versés par Swissair. Le président de cette commission parlementaire accuse alors le dirigeant de la compagnie Air Lib d'avoir détourné des fonds et transmet son rapport au Parquet de Paris. Le juge Van Ruymbeke est chargé du dossier d'instruction et place sous scellés 5 des 7 appareils de la flotte de feue Air Lib (les deux derniers ont été convoyés à Cuba), entraînant ainsi leur détérioration et leur mise à la ferraille.
Le 25 septembre 2007, le tribunal correctionnel de Paris le condamne à un an et demi de prison ferme et 14 millions d'euros de dommages civils. Il est déclaré coupable de n'avoir pas consacré à la compagnie Air Lib, la totalité des 150 millions d'euros versés par Swissair alors que d'autres virements avaient été effectués vers les autres sociétés du groupe « Holco ». Ceci aurait entraîné la faillite de la société et le licenciement de ses 3 200 employésce que Jean-Charles Corbet a toujours contesté.
Le 27 février 2009, la 9e chambre de Cour d'appel de Paris confirme cette condamnation. M. Corbet fait part, via ses avocats, de son intention de se pourvoir en cassation.La cour a également confirmé le montant des dommages civils. Jean-Charles Corbet devra verser aux mandataires-liquidateurs d'AOM-Air Liberté, l'ancien nom d'Air Lib, 3 millions d'euros, solidairement avec Yves Leonzi, ainsi que 950.000 euros, individuellement.
Le 30 juin 2010, la Cour de cassation rejette le pourvoi formé par Jean-Charles Corbet, en arguant qu'il ne lui appartenait pas de contester les décisions des juges du fond et ainsi rend définitive sa condamnation à 18 mois de prison ferme pour ne pas avoir affecté la totalité des fonds, que lui avait contractuellement et de manière définitive donnés Swissair, mais d'en avoir distrait une partie vers les autres filiales du groupe pourtant homologuées par le TC de Créteil (Airlib Technics, HRS, SAP SAAS, Minerve Antille Guyane, Logitair, Holcolux, Mermoz Irelande),conformément au protocole signé entre la compagnie suisse et lui-même les 31 juillet et 1er août 2001.